# 日本陶磁器センタービル
日本陶磁器センタービル（にほんとうじきセンタービル）は、愛知県名古屋市東区代官町にあるオフィスビル。
東区の桜通に面する新館とその北側に位置する旧館の2棟があり、両建物は1階で接続している。

## 概要
1931年（昭和6年）に日本陶磁器工業組合連合会が設立。1934年（昭和9年）に、日本陶磁器工業組合連合会共同販売所として現在の旧館が建築された。
1957年（昭和32年）には、桜通の拡幅のため旧館が曳家により現在地に移築され、跡地に日本陶磁器意匠センタービルとして現在の新館が建築された。
新館と旧館は、いずれも2012年（平成24年）に名古屋市の認定地域建造物資産に、2015年（平成27年）には、国の登録有形文化財となっている。

## 日陶連美術館
日陶連美術館（にっとうれんびじゅつかん）は、新館の4階にある美術館。
日本陶磁器センタービル新館4階小展示室に、収蔵作品約400点のうち約70点を常設展示している。

## 交通アクセス
- 地下鉄桜通線「高岳駅」下車、徒歩約8分
- 地下鉄東山線「新栄町駅」下車、徒歩約10分
- JR中央線「千種駅」下車、徒歩約15分